# 贾尼·罗大里
贾尼·罗大里（義大利語：Gianni Rodari，1920年10月23日—1980年4月14日）是20世纪意大利儿童文学作家和诗人，1970年国际安徒生作家奖得主。代表作《洋葱头历险记》在1954年由任溶溶译为中文出版，是20世纪五六十年代为数不多被译介且影响广泛的经典儿童文学作品。

## 译名差异
| 出版社/译者                           | 译名        |
| ------------------------------------- | ----------- |
| 任溶溶 陳正治 韦苇                    | 姜尼·罗大里 |
| 河北少年儿童出版社 中国少年儿童出版社 | 贾尼·罗大里 |
| 湖南少年儿童出版社                    | 詹尼·罗大里 |
| 台灣雙月書屋                          | 嘉尼·罗大里 |
| 天下雜誌出版社                        | 強尼·羅大里 |

## 生平

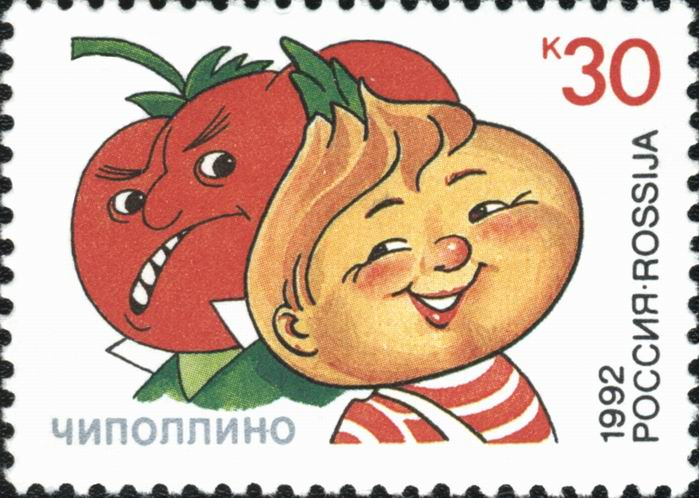
1992年俄罗斯发行的洋葱头邮票

1920年出生在意大利北部的小城奥梅尼亚，父亲是面包师，母亲做过女工和女仆。1931年至1934年在米兰附近的神学院学习，1937年获得学位和小学任教资格。1939年又回到米兰天主教大学学习，同年二战爆发，1941年被迫加入法西斯党。1943年意大利法西斯失利，转而加入意大利共产党工作小組，在米兰医院工作，1944年成为共产党员。
1945年二战结束后，他在共产党报社担任记者和编辑，是《少年先锋杂志》的主编，写了许多儿童文学作品。1951年出版《洋葱头历险记》，以滑稽荒诞的文笔揭露并讽刺当时的意大利政局。1959年出版《假话国历险记》，1966年到1969年积极推进意大利教育改革。
1980年4月14日在罗马病逝，享年59岁。

## 创作风格
罗大里的儿童文学作品，通俗易懂，朗朗上口，关注意大利底层劳动人民的命运，多表达对劳动者的敬意和对贫困人民的同情。他对童话创造性的功绩在于勇敢地把童话的笔触深入真实世界，在童话可能的范围内描绘“统治者暴虐无道，少数人作威作福，老百姓穷困潦倒这种真假难辨，黑白颠倒的社会现实”。同时，他的童话也为小读者揭示了“善有善报，恶有恶报”等生活哲理，鼓动他们为友谊、平等、自由、善良、真理和正义献身。

## 中文译本

### 国际安徒生奖获奖作家书系
- 贾尼·罗大里. . 由任溶溶翻译. 河北少年儿童出版社. 2001年5月. ISBN 9787537620161.
- 贾尼·罗大里. . 由张密 / 张守靖翻译. 河北少年儿童出版社. 2001年5月. ISBN 9787537620130.
- 贾尼·罗大里. . 由夏方林翻译. 河北少年儿童出版社. 2001年5月. ISBN 9787537620116.
- 贾尼·罗大里. . 由祝本雄翻译. 河北少年儿童出版社. 2001年5月. ISBN 9787537620208.
- 贾尼·罗大里. . 由沈萼梅 / 刘锡荣翻译. 河北少年儿童出版社. 2000年5月. ISBN 9787537620147.
- 贾尼·罗大里. . 由刑文健 / 亓菡翻译. 河北少年儿童出版社. 2000年5月. ISBN 9787537620154.

### 罗大里经典作品丛书系列
- 贾尼·罗大里. . 由李婧敬翻译. 中国少年儿童出版社. 2012年1月. ISBN 9787500797036.
- 贾尼·罗大里. . 由罗晴翻译. 中国少年儿童出版社. 2013年1月. ISBN 9787514809527.
- 贾尼·罗大里. . 由李婧敬翻译. 中国少年儿童出版社. 2012年1月. ISBN 9787500798132.
- 贾尼·罗大里. . 由李婧敬翻译. 中国少年儿童出版社. 2012年1月. ISBN 9787500797029.
- 贾尼·罗大里. . 由安雨帆翻译. 中国少年儿童出版社. 2012年1月. ISBN 9787514804362.
- 贾尼·罗大里. . 由罗晴翻译. 中国少年儿童出版社. 2012年1月. ISBN 9787500798125.
- 贾尼·罗大里. . 由潘源文翻译. 中国少年儿童出版社. 2013年1月. ISBN 9787514809480.
- 贾尼·罗大里. . 由李抱岳翻译. 中国少年儿童出版社. 2013年1月. ISBN 9787514809497.
- 贾尼·罗大里. . 由江汇 / 胡立晨翻译. 中国少年儿童出版社. 2013年1月. ISBN 9787514809510.
- 贾尼·罗大里. . 由王蕊 / 孙傲翻译. 中国少年儿童出版社. 2013年1月. ISBN 9787514809503.
- 贾尼·罗大里. . 由赵文伟翻译. 中国少年儿童出版社. 2014年8月. ISBN 9787514819069.
- 贾尼·罗大里. . 由向菲翻译. 中国少年儿童出版社. 2014年8月. ISBN 9787514819113.
- 贾尼·罗大里. . 由殷欣翻译. 中国少年儿童出版社. 2014年8月. ISBN 9787514819083.
- 贾尼·罗大里. . 由殷欣翻译. 中国少年儿童出版社. 2014年8月. ISBN 9787514819090.
- 贾尼·罗大里. . 由赵文伟翻译. 中国少年儿童出版社. 2014年8月. ISBN 9787514819076.
- 贾尼·罗大里. . 由李婧敬翻译 第1版. 中国少年儿童出版社. 2012年1月1日. ISBN 9787500798149.（包含《隐身小托尼历险记》、《万岁，萨波尼亚！》和《三B历险记》三篇故事）

### 其他
- 贾尼·罗大里. . 由向菲翻译. 中国少年儿童出版社. 2014年8月. ISBN 9787514819052 （中文（简体））.
- 贾尼·罗大里. . 接力出版社. 2017年9月1日. ISBN 9787544850391 （中文（简体））.
- 贾尼·罗大里. . 中国少年儿童新闻出版总社. 2017年9月1日. ISBN 9787514838978 （中文（简体））.
- 加尼·羅大里. . 大穎文化. 2005年8月1日. ISBN 9789867235039 （中文（繁體））.